# 霜降
- 立春
- 雨水
- 惊蛰
- 春分
- 清明
- 谷雨
- 立夏
- 小满
- 芒种
- 夏至
- 小暑
- 大暑
- 立秋
- 处暑
- 白露
- 秋分
- 寒露
- 霜降
- 立冬
- 小雪
- 大雪
- 冬至
- 小寒
- 大寒

| 歲   | 開始             | 結束             |
| ---- | ---------------- | ---------------- |
| 辛巳 | 2001-10-23 08:25 | 2001-11-07 08:36 |
| 壬午 | 2002-10-23 14:17 | 2002-11-07 14:21 |
| 癸未 | 2003-10-23 20:08 | 2003-11-07 20:13 |
| 甲申 | 2004-10-23 01:48 | 2004-11-07 01:58 |
| 乙酉 | 2005-10-23 07:42 | 2005-11-07 07:42 |
| 丙戌 | 2006-10-23 13:26 | 2006-11-07 13:34 |
| 丁亥 | 2007-10-23 19:15 | 2007-11-07 19:24 |
| 戊子 | 2008-10-23 01:08 | 2008-11-07 01:10 |
| 己丑 | 2009-10-23 06:43 | 2009-11-07 06:56 |
| 庚寅 | 2010-10-23 12:35 | 2010-11-07 12:42 |
| 辛卯 | 2011-10-23 18:30 | 2011-11-07 18:34 |
| 壬辰 | 2012-10-23 00:13 | 2012-11-07 00:25 |
| 癸巳 | 2013-10-23 06:09 | 2013-11-07 06:13 |
| 甲午 | 2014-10-23 11:57 | 2014-11-07 12:06 |
| 乙未 | 2015-10-23 17:46 | 2015-11-07 17:58 |
| 丙申 | 2016-10-22 23:45 | 2016-11-06 23:47 |
| 丁酉 | 2017-10-23 05:26 | 2017-11-07 05:37 |
| 戊戌 | 2018-10-23 11:22 | 2018-11-07 11:31 |
| 己亥 | 2019-10-23 17:19 | 2019-11-07 17:24 |
| 庚子 | 2020-10-22 22:59 | 2020-11-06 23:13 |
| 辛丑 | 2021-10-23 04:51 | 2021-11-07 04:58 |
| 壬寅 | 2022-10-23 10:35 | 2022-11-07 10:45 |
| 癸卯 | 2023-10-23 16:21 | 2023-11-07 16:35 |
| 甲辰 | 2024-10-22 22:15 | 2024-11-06 22:20 |

霜降，含有天气渐冷、开始降霜的意思，是二十四節氣中的第十八個節氣。每年九月底（西曆10月22或23或24日），斗指戌，視太陽到達黃經210°時為霜降，節已入深秋，是秋季的最後一個節氣，一般來說此時中國大部分地區都能感受到變涼與寒意，夏季的酷暑已然全消，沿海地區颱風季節也跟著結束。

## 名稱
該節氣在歷史上均稱為「霜降」，在西夏曆法中則改稱為「露白」。霜降在10月22-24日之间，太阳位于黄经210°

## 律曆
《月令七十二候集解》中說：「九月中，氣肅而凝，露結為霜矣。」此時氣溫降至0度以下，空氣中的水氣在地面凝結成白色結晶體，稱為霜。霜降是指初霜。不耐寒的植物將停止生長，呈現一片深秋景象，為欣賞楓葉的好時機。

《逸周書•周月》：「秋三月中氣：處暑、秋分、霜降。」《國語•周語中》：「火見而清風戒寒。」三國吳韋昭注：「謂霜降之後，清風先至，所以戒人爲寒備也。」魏巍《東方》第一部第十五章：「論節氣，還不到霜降，這裏已經下了好幾場霜。」

## 物候
- 豺乃祭獸：祭獸，以獸而祭天報本也，方鋪而祭秋金之義。豺将捕猎之物排放，犹若祭祀。[3]
- 草木黃落：色黃而搖落也。
- 蟄蟲咸俯：咸，皆也；俯，垂頭也；此時寒氣肅凜，蟲皆垂頭而不食，入冬眠。

## 风俗
祭旗纛神： 明 沈榜 《宛署雜記·經費上》：「工部祭旗纛，霜降取用。」 《儒林外史．第四二回》：「到九月霜降祭旗」，明田汝成《西湖遊覽志》卷十六記洪武年間祭旗纛神：「旗纛廟：洪武三年建於都督府後，以祀軍牙六纛之神，每歲驚蟄、霜降祭之。」，《五禮通考》：「每嵗仲秋祭山川日遣官祭於旗纛廟霜降日又祭於教塲至嵗暮享太廟日又祭」

## 节气养生
晚秋時節有梨、蘋果、葡萄、紅柿、山藥、紅薯、白果、南瓜、栗子、核桃、花生、橄欖、洋蔥、芥菜、芋頭、香菇、蘿蔔、菠菜、冬瓜、牛肉、豬肉、羊肉、雞肉、鴨肉、螃蟹、牡蠣、鯛魚、花枝等食物，以及各式火鍋。
深秋時季節轉換，冷暖無常是感冒呼吸道疾病的高發期，很多人易犯慢性支氣管炎，咳嗽容易復發或加重。小心預防心腦血管疾病。需養胃暖胃防胃病發生，慢性胃病等宜多加防範。注意腳部保暖。秋末宜多鍛鍊以強壯身體，增強免疫力。
俗話說一年補透透，不如補霜降。補冬不如補霜降，養生好過冬，“補秋”要比“補冬”更為重要。
秋末冬初的霜降宜平補(平缓地補養)，吃一些溫性的補品，飲食或藥物來滋養身體。

## 文學
霜降九月中（唐•元稹）

風捲清雲盡，空天萬里霜。

野豺先祭月，仙菊遇重陽。

秋色悲疏木，鴻鳴憶故鄉。

誰知一樽酒，能使百秋亡。